# Ludvig Åberg
Ludvig Noa Åberg (Eslöv, 31 oktober 1999) is een Zweeds professioneel golfer die uitkomt op de PGA Tour en de DP World Tour.
Voordat hij in juni 2023 professioneel werd, stond Åberg in totaal 29 weken op de eerste plaats van de World Amateur Golf Ranking. Tijdens zijn universiteitscarrière won hij de Ben Hogan Award voor beste universiteitsspeler in de Verenigde Staten zowel in 2022 als 2023.
In het seizoen 2022-23 eindigde hij bovenaan de PGA Tour University-ranglijst, waarmee hij een Tour-kaart verdiende voor de PGA Tour. Binnen vijf maanden nadat hij professional was geworden, behaalde Åberg reeds zijn eerste toernooioverwinningen op zowel de DP World Tour als de PGA Tour. Als gevolg van zijn goede vorm werd hij geselecteerd voor de Ryder Cup in 2023, waar hij deel uitmaakte van het winnende Europese team.

## Amateur
Reeds op 17-jarige leeftijd speelde Åberg in de Zweedse Teen Tour. In 2016 ontving Åberg de Annika Sörenstam Trofee na het winnen van de Teen Tour's Order of Merit.
In 2017 maakte hij deel uit van het Zweedse team op de het Europees kampioenschap voor junioren, waar hij de leider was in de individuele ranking. Hij werd één jaar later tevens individueel derde op de Toyota Junior Golf World Cup. In datzelfde jaar maakte hij als amateur zijn debuut op de Europese PGA Tour door deel te nemen aan de Nordea Masters. Op zijn eerste toernooi haalde hij de cut en werd hij gedeeld 34e.
In 2019 was hij lid van het winnende Zweedse team op het 2019 European Amateur Team Championship. Later dat jaar kreeg hij een studiebeurs aan de Universiteit van Texas Tech.
Toen het seizoen van 2020 werd onderbroken vanwege de COVID-19 pandemie, keerde Åberg terug naar Zweden en nam hij deel aan de Swedish Golf Tour. In juli boekte hij zijn eerste overwinning in een professioneel toernooi tijdens de Katrineholm Open. De week erna won Åberg opnieuw op de Swedish Golf Tour, toen hij een birdie noteerde op vijf van zijn laatste zes holes en de Barsebäck Resort Masters won.
In september 2021 kreeg Åberg een gouden medaille van de European Golf Association als de best geplaatste Europese amateurgolfer van het seizoen, nadat hij sinds maart bovenaan de ranglijst stond. In oktober van dat jaar maakte hij als amateur zijn debuut op de PGA Tour, toen hij via een sponsor een vrijstelling kreeg om op het Bermuda Championship te spelen. Hij haalde de cut en eindigde op een gedeelde 51e plaats.
In de lente van 2022 kreeg Åberg de kans om reeds professional te worden, nadat hij van de nieuw opgerichte LIV Golf League een 2-jarig contract ter waarde van 2.500.000 dollar aangeboden kreeg. Åberg besloot dit af te slaan en deel te nemen aan de PGA Tour University. Nadat hij in deze competitie de ranglijst aanvoerde, verdiende Åberg een uitnodiging om deel te nemen aan de Hero Dubai Desert Classic op de European Tour in januari 2023. In maart 2023 kreeg hij een sponsorvrijstelling voor de Arnold Palmer Invitational, waar hij op een gedeelde 24e plaats eindigde. Åberg verzekerde zich van een plek op de PGA Tour door bovenaan de PGA Tour University ranking van 2022-23 te eindigen. Hierop besloot hij op in juni 2023 professional te worden, en eindigde hij zijn amateurcarrière als nummer één op de World Amateur Golf Ranking.

## Professional
Åberg maakte zijn debuut als professional in juni 2023 op de RBC Canadian Open op de PGA Tour, waar hij de cut haalde en eindigde op een gedeelde 25e plaats. Een maand later, op de John Deere Classic, noteerde hij zijn eerste top-10 op de PGA Tour, door op de gedeelde vierde plaats te eindigen met drie slagen achterstand op winnaar Sepp Straka.
Naast de PGA Tour bleef Åberg ook spelen op de DP World Tour. Hier won hij in september op de Omega European Masters, en boekte hij zijn eerste overwinning als professional. Twee weken later, op het BMW PGA Championship, had Åberg de leiding na 54 holes, maar deze verspeelde hij door een laatste ronde van 76.
Na zijn overwinning op de European Masters kreeg Åberg een oproep van de Europese kapitein Luke Donald, om als captains pick op de Ryder Cup te spelen. Hij werd daarmee de eerste speler die werd geselecteerd voor een Ryder Cup zonder te hebben gespeeld op een majortoernooi en de tweede speler, na Sergio García, die geselecteerd werd voor de Ryder Cup in hetzelfde jaar dat hij professional werd. Åberg won met het Europese team ook deze editie van de Ryder Cup. 
De week na de Ryder Cup keerde Åberg terug op de PGA Tour en eindigde als gedeelde tweede in het Sanderson Farms Championship. In november 2023 won Åberg zijn eerste toernooi op de PGA Tour door de RSM Classic op zijn naam te schrijven. Hij schoot twee opeenvolgende rondes van 61 in het weekend en eindigde op 29-onder-par. Zijn score van 253 slagen na 72 holes was een evenaring van het PGA Tour-record van Justin Thomas. Deze overwinning bracht Åberg in de top 50 van de Official World Golf Ranking en verzekerde hem van een uitnodiging voor zijn allereerste majortoernooi, de Masters, in 2024. Åberg werd uitgeroepen tot Zweedse Golfer van het Jaar van 2023.
In februari 2024, tijdens de AT&T Pebble Beach Pro-Am, stond Åberg na 54 holes op een gedeelde tweede plaats, met slechts één slag achter Wyndham Clark. Door het slechte weer werd het toernooi afgeblazen en werd Clark tot winnaar uitgeroepen voordat de laatste ronde kon plaatsvinden. Het resultaat bracht Åberg naar een 11e plaats in zijn carrière op de Official World Golf Ranking.
Hij maakte in april 2024 zijn debuut op een majortoernooi door deel te nemen aan The Masters. Hier werd hij meteen 2e achter winnaar Scottie Scheffler, waardoor Åberg steeg naar een zevende plaats op de wereldranglijst.
In 2025 was Åberg de beste op de Genesis Invitational, zijn tweede overwinning op de PGA Tour. Op de laatste hole scoorde hij een birdie waardoor hij de 4e ronde afsloot met 66 slagen en zo met een slag won van van Maverick McNealy. Eerder had Åberg in de derde ronde van dit toernooi zijn eerste hole-in-one in zijn professionele carrière gemaakt.

## Overwinningen

### PGA Tour
- RSM Classic (2023)
- Genesis Invitational (2025)

### Europese PGA Tour
- Omega European Masters (2023)

### Swedish Golf Tour
- Katrineholm Open (2020)
- Barsebäck Resort Masters (2020)

### Andere toernooien
- Ryder Cup (2023)

## Resultaten op deMajors
| Major                 | 2024 | 2025 |
| --------------------- | ---- | ---- |
| Masters Tournament    | 2    | 7    |
| U.S. Open             | T12  |      |
| The Open Championship | CUT  |      |
| PGA Championship      | CUT  |      |

CUT = miste de cut halverwege